# Smerillo
Smerillo – miejscowość i gmina we Włoszech, w regionie Marche, w prowincji Fermo.
Według danych na styczeń 2009 gminę zamieszkiwało 395 osób przy gęstości zaludnienia 34,9 os./1 km².